# Alexandre Bonatto
Alexandre Bonatto (Curitiba, 10 de agosto de 1984) é um tenista brasileiro.
Atualmente disputa torneios pelo circuito profissional, níveis Future ITF. A sua primeira conquista aconteceu em 2003, em Joinville.[carece de fontes?]

## Trajetória
Começou no esporte por causa de seu pai, Rubio, com oito anos de idade. Bonatto defendeu a seleção brasileira em categorias menores e já está há sete anos no circuito profissional da Associação de Tenistas Profissionais (ATP).[carece de fontes?]
Jogou em Wimbledon como juvenil.[carece de fontes?] Em 2003 subiu 600 posições no ranking da ATP de simples, e logo foi submetido a treinos com Larri Passos, em Florianopolis.
Alexandre Bonatto também fez boa parceria com Marcelo Melo, em giros pela América Central.[carece de fontes?]
Bonatto ficou até os anos 2010,quando deixou as quadras, frustrado com a falta de resultados e abandonou a carreira para trabalhar fora de quadra. Em 2019,tornou-se treinador do tenista Márcio Silva .

## Ranking
- Atual ranking de simples: 272°
- Melhor ranking de simples: 263° (4 de janeiro de 2010)
- Atual ranking de duplas: 287°
- Melhor ranking de duplas: 287° (1 de fevereiro de 2010)

## Títulos

### Simples
- 2003 em Joinville, vencendo Felipe Lemos por 6-3 e 6-3
- 21 de outubro de 2006  em Arapongas vencendo André Miele por 6-3 e 6-0
- 30 de outubro de 2006 em Porto Alegre, vencendo Lucas Engel por 7-5 e 6-4

### Duplas
- 19 de agosto de 2006, em Florianópolis, com Franco Ferreiro, vencendo Henrique Pinto-Silva e Rafael Farias por 6-4 e 6-1
- 29 de outubro de 2007, em Porto Alegre, com Henrique Pinto-Silva, vencendo Diego Matos e Agustín Tarantino (argentino) por WO
- 20 de outubro de 2010, em Arapongas, com Rodrigo Guidolin, vencendo Carlos Ferrer e Adolfo Pinter (espanhóis) por WO
- 10 de julho de 2005, em São Bernardo do Campo, com Marcelo Melo, vencendo Rodrigo Grilli e Caio Zampieri, por 7-5 e 7-6 e 7-2 no tie-break
- 2003 em Bucaramanga, na Colômbia, com Marcelo Melo, vencendo Sebastian Decoud (argentino) e Pablo Gonzalez (colombiano), por duplo 6-4
- 2003, em Fortaleza, com Felipe Lemos, vencendo dupla indisponivel
- 2003, em Torreón, no México 2003, com ?, vencendo Chris Kwon (estadunidense) e Arkady Bassetti (italiano), por 6-3 e 6-2

### Jogos Sul-Americanos
- 2000 - Medalha de prata em São Paulo, perdendo o ouro para Martin Villarubi do Uruguai, por 6-3 e 7-6

## Ranking ATP
Ano  - Simples - Duplas
- 2007  - 476  -   673
- 2006  - 585  -   730
- 2005  - 959  -   555
- 2004  - 694  -   557
- 2003  - 606  -   685
- 2002  - 1284 -   1535
- 2001  - 1303 -   sem ranking